# Голубенка
Голубенка (укр. Голубенка) — село в Новоархангельской поселковой общине Голованевского района Кировоградской области Украины.
До 2020 года входило в Новоархангельский район.
Население по переписи 2001 года составляло 46 человек. Почтовый индекс — 26112. Телефонный код — 5255. Код КОАТУУ — 3523686003.